# Chicken Feathers
Chicken Feathers – longplay szwedzkiej piosenkarki Moniki Zetterlund, nagrany w dniach 17 i 18 października 1972 w studiu radiowym w Sztokholmie i wydany w listopadzie tego roku przez Sveriges Radio i wytwórnię SR Records. Album nagrywany był przy akompaniamencie Sveriges Radios Jazzgrupp.
Album ukazał się także na płycie CD w 1995 nakładem wydawnictwa muzycznego EMI. Producentem albumu został Bosse Broberg.

## Lista utworów
Opracowano na podstawie materiału źródłowego.
Strona A
| 1. | „Chicken Feathers” (muz. i sł. Steve Kuhn)                            | 2:20  |
|    |                                                                       |       |
| 2. | „The Baby” (muz. i sł. Steve Kuhn)                                    | 2:15  |
|    |                                                                       |       |
| 3. | „The Saga of Harrison Crabfeathers” (muz. i sł. Steve Kuhn)           | 2:45  |
|    |                                                                       |       |
| 4. | „Raindrops Raindrops” (muz. i sł. Steve Kuhn)                         | 2:40  |
|    |                                                                       |       |
| 5. | „Silver” (muz. i sł. Steve Kuhn)                                      | 2:10  |
|    |                                                                       |       |
| 6. | „Till Monica” (muz. i sł. Jan Allan, Rune Gustafsson, Bengt Hallberg) | 3:05  |
|    |                                                                       |       |
|    |                                                                       | 15:15 |
|    |                                                                       |       |
Strona B
| 1. | „The Thoughts of a Gentleman” (muz. i sł. Steve Kuhn)     | 2:40  |
|    |                                                           |       |
| 2. | „The Real Guitarist in the House” (muz. i sł. Steve Kuhn) | 3:30  |
|    |                                                           |       |
| 3. | „Pearlie’s Swine” (muz. i sł. Steve Kuhn)                 | 3:15  |
|    |                                                           |       |
| 4. | „Ulla” (muz. i sł. Steve Kuhn)                            | 3:35  |
|    |                                                           |       |
| 5. | „Till Steve” (muz. i sł. Bengt Hallberg, Steve Kuhn)      | 2:15  |
|    |                                                           |       |
|    |                                                           | 15:15 |
|    |                                                           |       |